# Паничари
Паничари (мкд. Паничари) су насеље у Северној Македонији, у северном делу државе. Паничари припадају градској општини Сарај града Скопља. 

## Географија
Паничари су смештени у северном делу Северне Македоније. Од најближег већег града, Скопља, насеље је удаљено 25 km западно.
Насеље Паничари је у историјској области Дервент, у долини реке Суводолице. Јужно од насеља издиже се Сува гора. Надморска висина насеља је приближно 520 метара.
Месна клима је континентална.

## Становништво
Паничари су према последњем попису из 2002. године имали 261 становника.
Претежно становништво у насељу су Албанци (99%).
Већинска вероисповест је ислам.